# Donsbrüggen

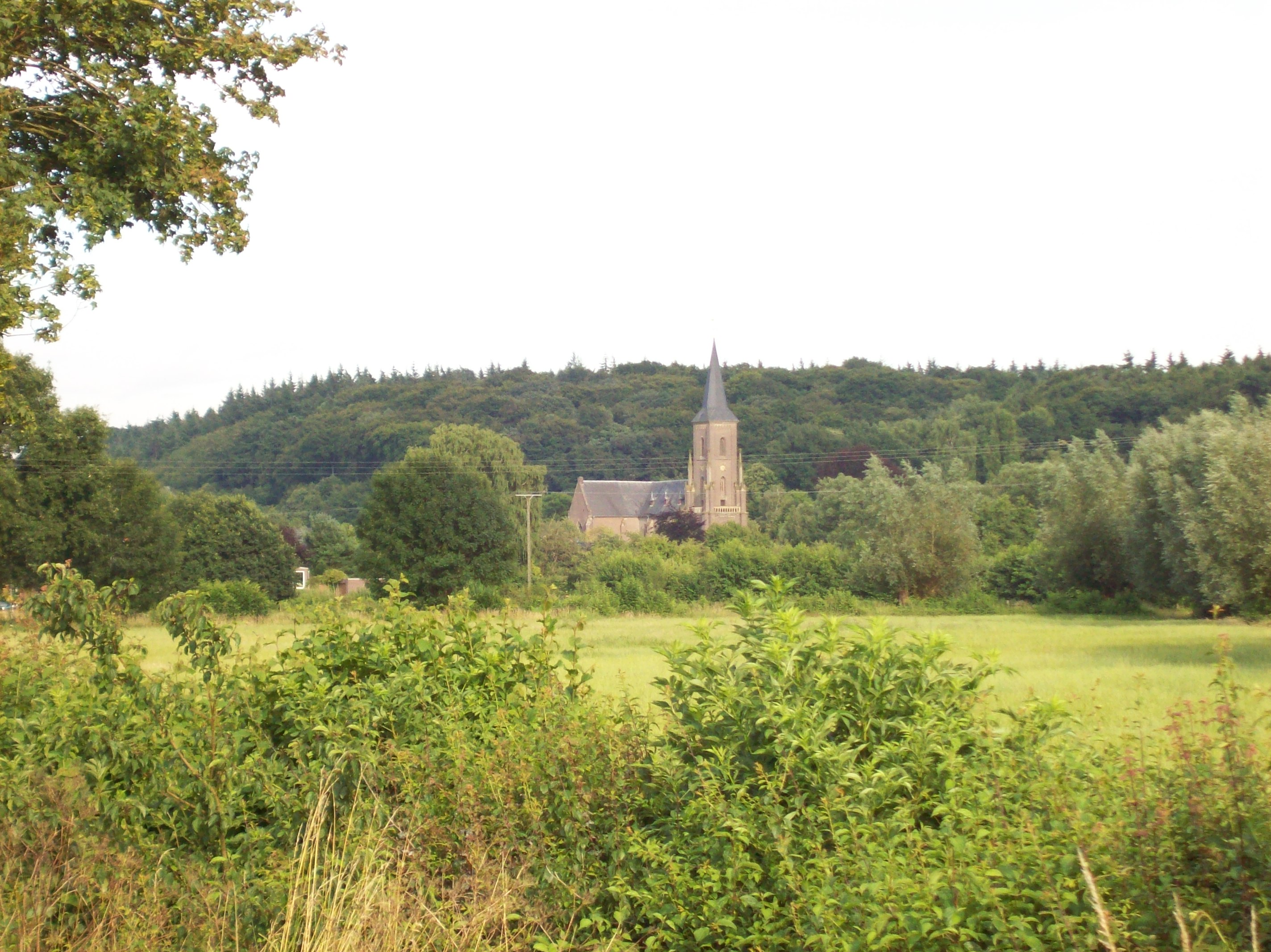
Blick auf Donsbrüggen von der Mühle aus

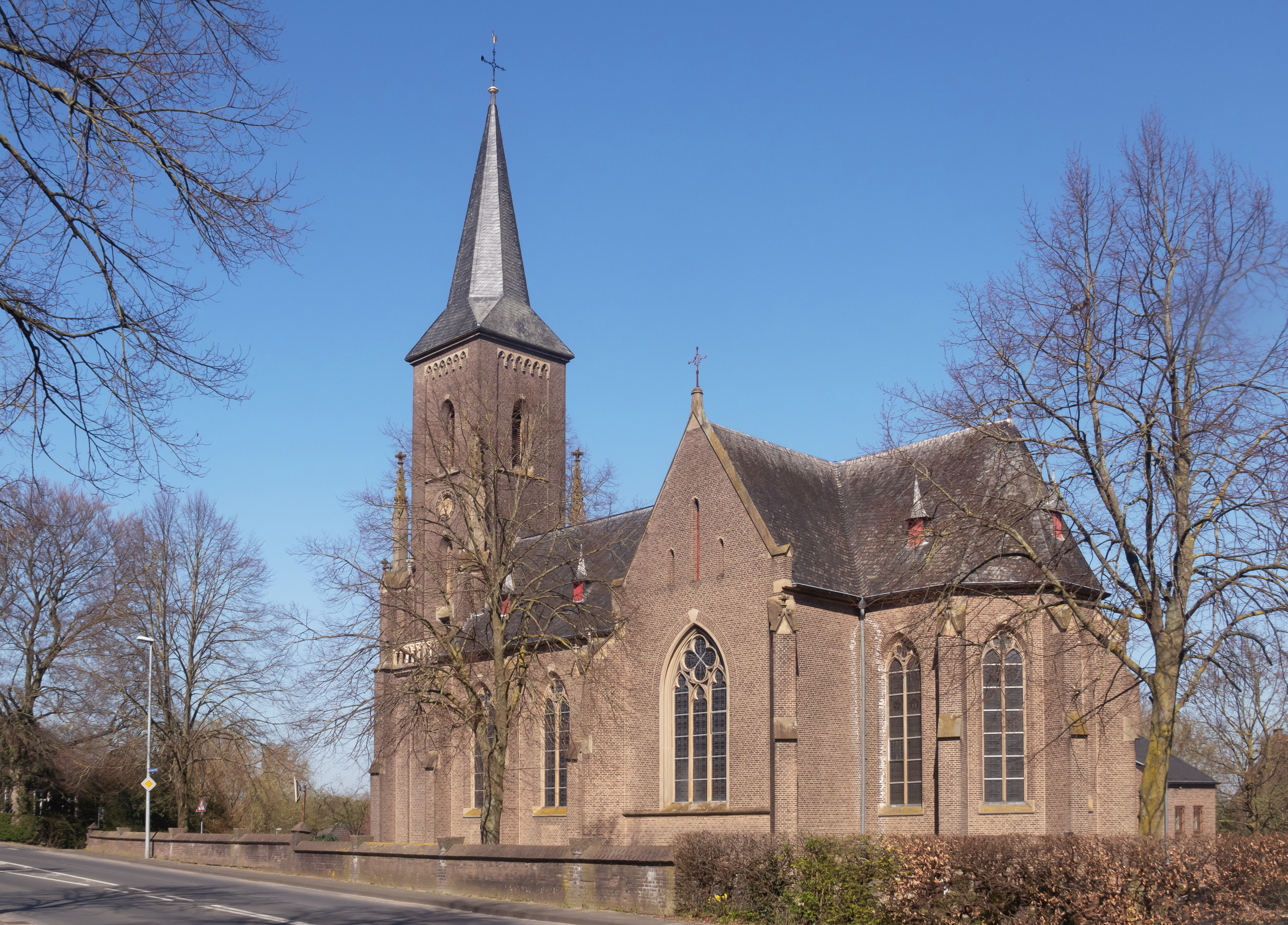
Katholische Kirche

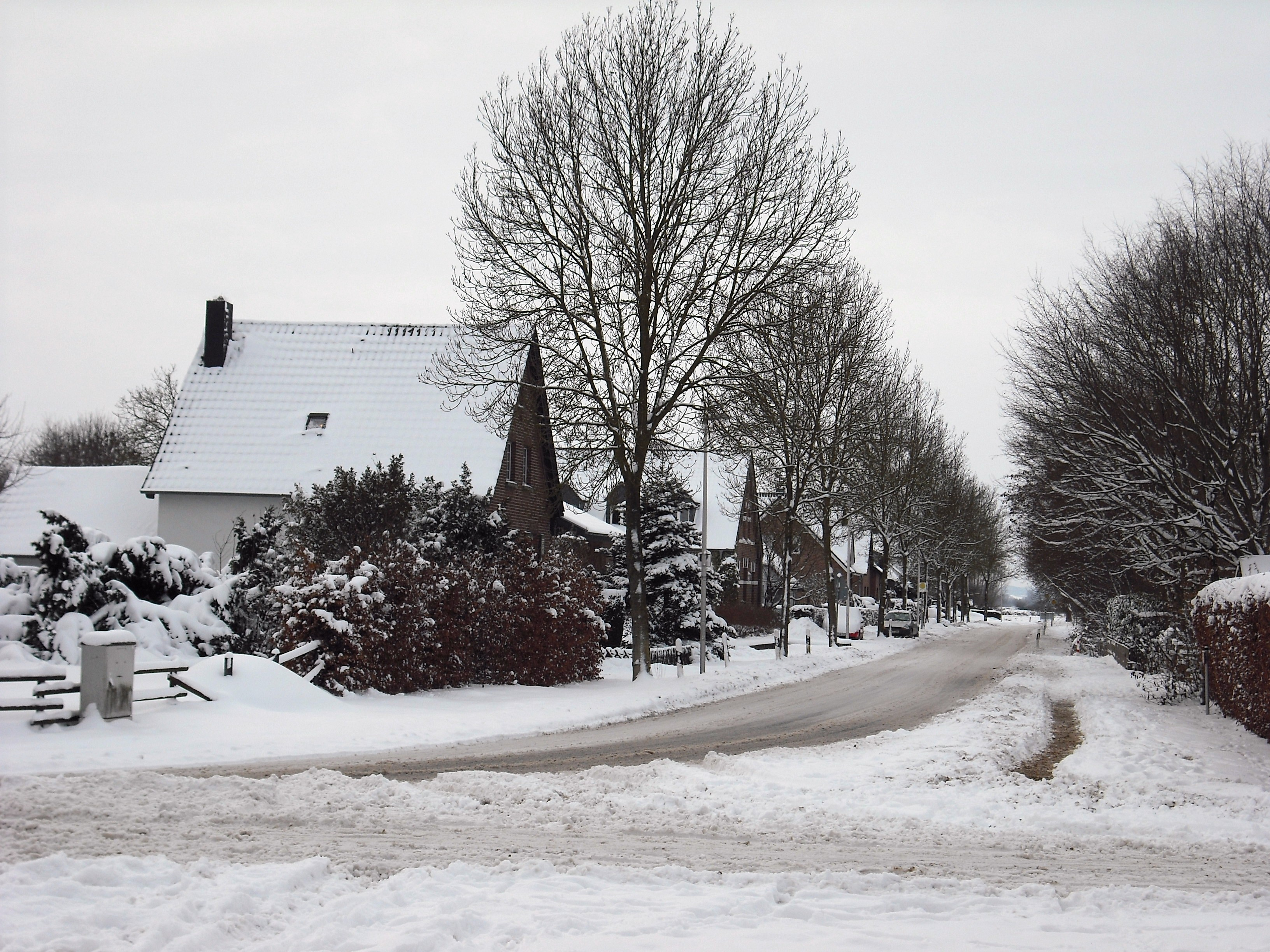
Mehrer Straße

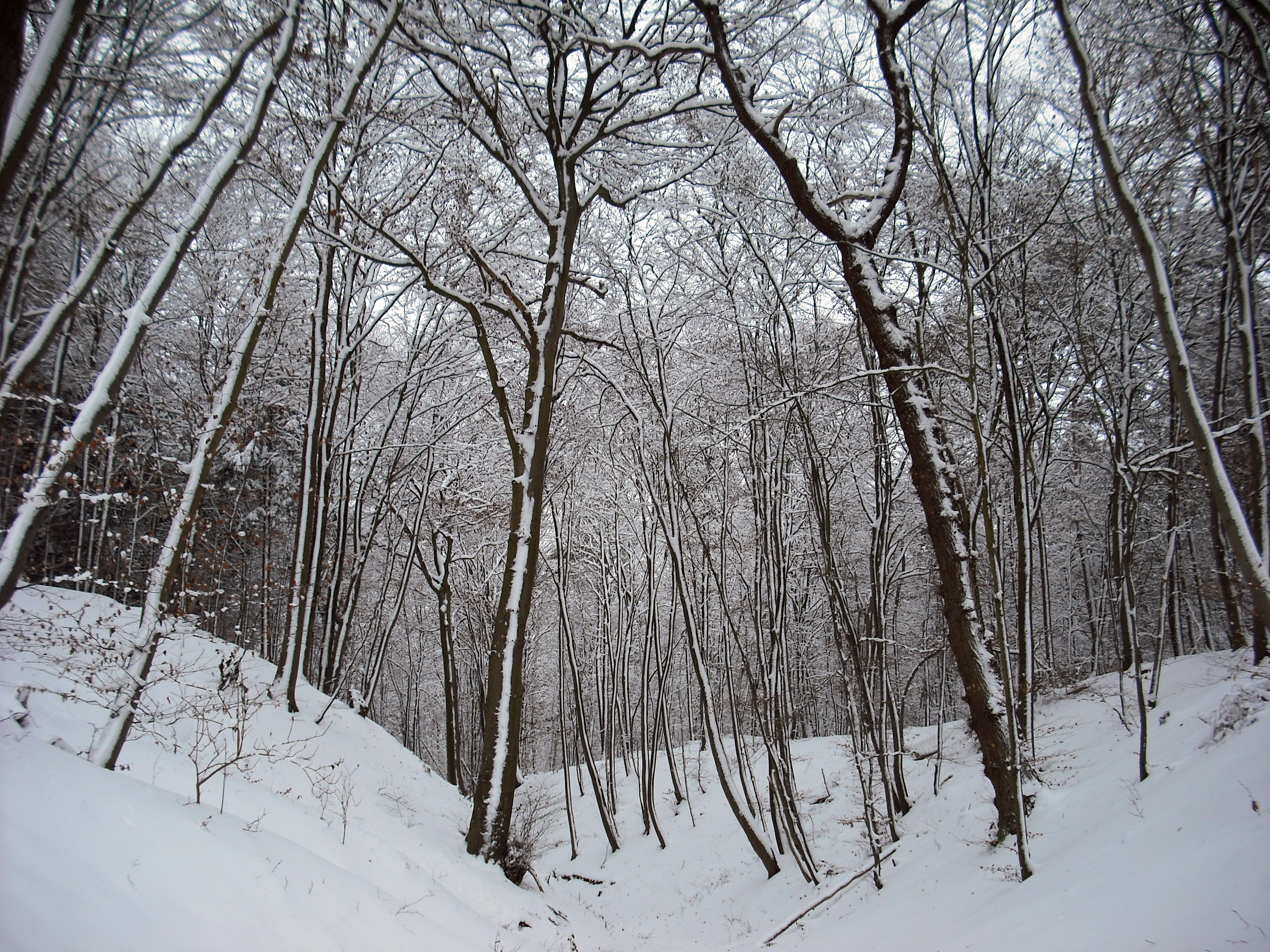
„Schlucht“

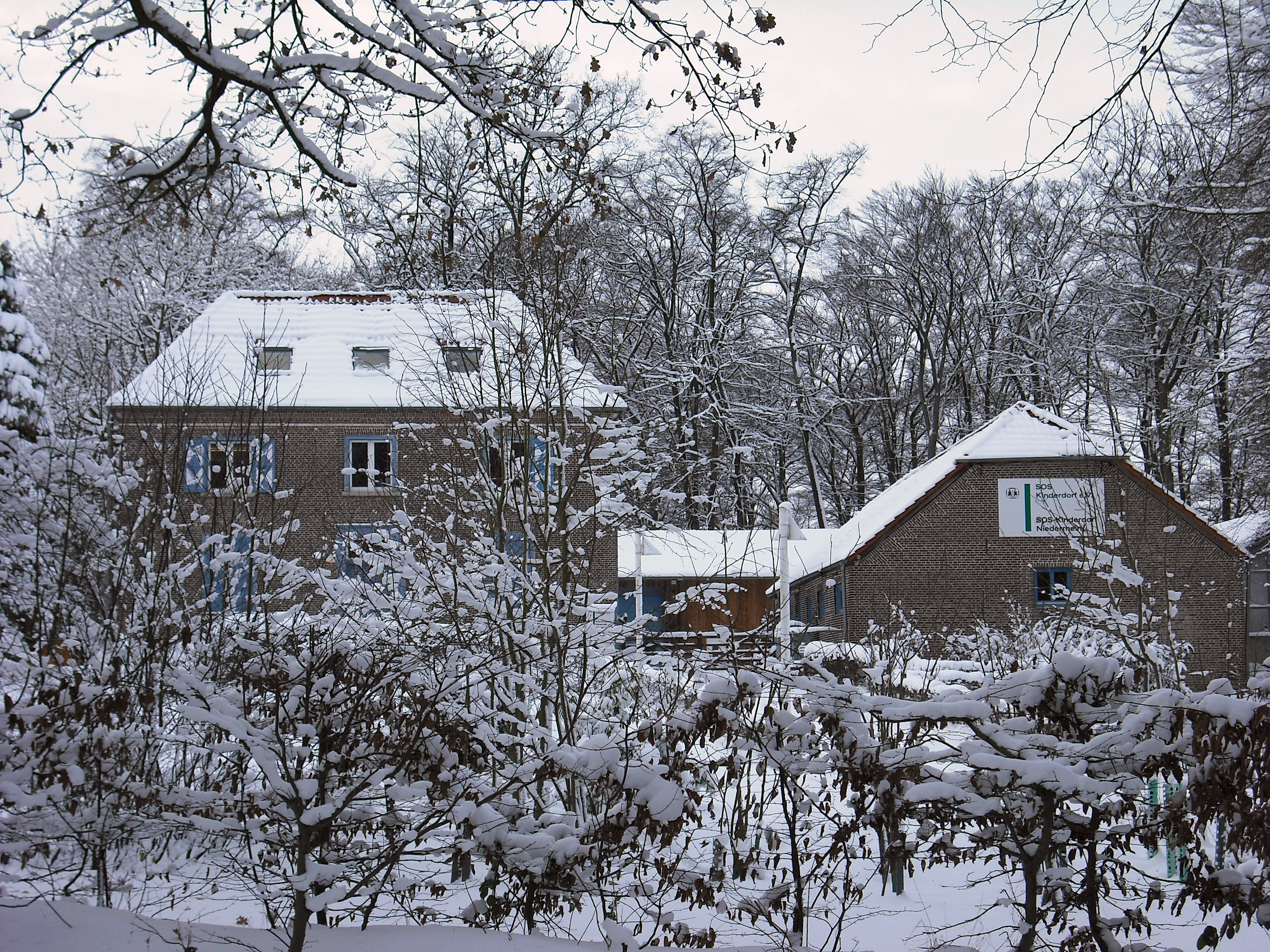
SOS-Kinderdorf Niederrhein

Donsbrüggen ist ein Ortsteil der Stadt Kleve am Niederrhein und hat rund 1500 Einwohner.

## Geografie
Donsbrüggens alter Dorfkern liegt am Rand der Düffel um die Kirche St. Lambertus. Richtung Kleve und Materborn beginnen südlich der Bundesstraße 9 die Höhenzüge des Klever Reichswalds.

## Geschichte
Die Ursprünge Donsbrüggens liegen im fränkischen Frühmittelalter; 100 m südwestlich der Kirche fand man Gräber des 6. Jahrhunderts. Es gehörte zu Hattuarien (Hettergau) im fränkischen Teilreich Austrasien. 721/22 schenkte der fränkische Graf Ebroin, Sohn des Oda, der Kirche in Rindern, welcher der angelsächsische Missionar und Bischof Willibrord damals vorstand, Besitzungen in Donsbrüggen, genauer Waldbesitz zu „Dangaes-broch“, der sich bis Mehr und Rindern erstreckte (Eckenscher Hof); später waren die von Willibrord gegründete Abtei Echternach und die karolingische Abtei St. Quentin hier begütert.
Mit der Herrschaft Rindern kam der Ort 1347 an die Grafschaft Kleve. 1448 wurde Donsbrüggen mit der Lambertuskirche selbständige Pfarre, zu der auch der Nachbarort Nütterden bis 1841 gehörte. Das 1481 errichtete Augustinerkloster Gnadenthal wurde 1590 zerstört. Dort befindet sich heute das zu Beginn des 18. Jahrhunderts errichtete Schloss Gnadenthal, der Geburtsort von Anacharsis Cloots. Ab 1609 fiel das Dorf mit dem Herzogtum Kleve an Brandenburg. Von 1798 bis 1813 gehörte es zum französischen Departement Roer, bevor es wieder zum Königreich Preußen kam. Im preußischen Kulturkampf 1874 durfte der neue Pfarrer Kuypers sein Amt nicht antreten. Seine Möbel wurden nach Staatsorder auf dem großen Markt in Kleve versteigert – und von Donsbrüggern gekauft. Abends stand das Hausinventar wieder im Pastorat.

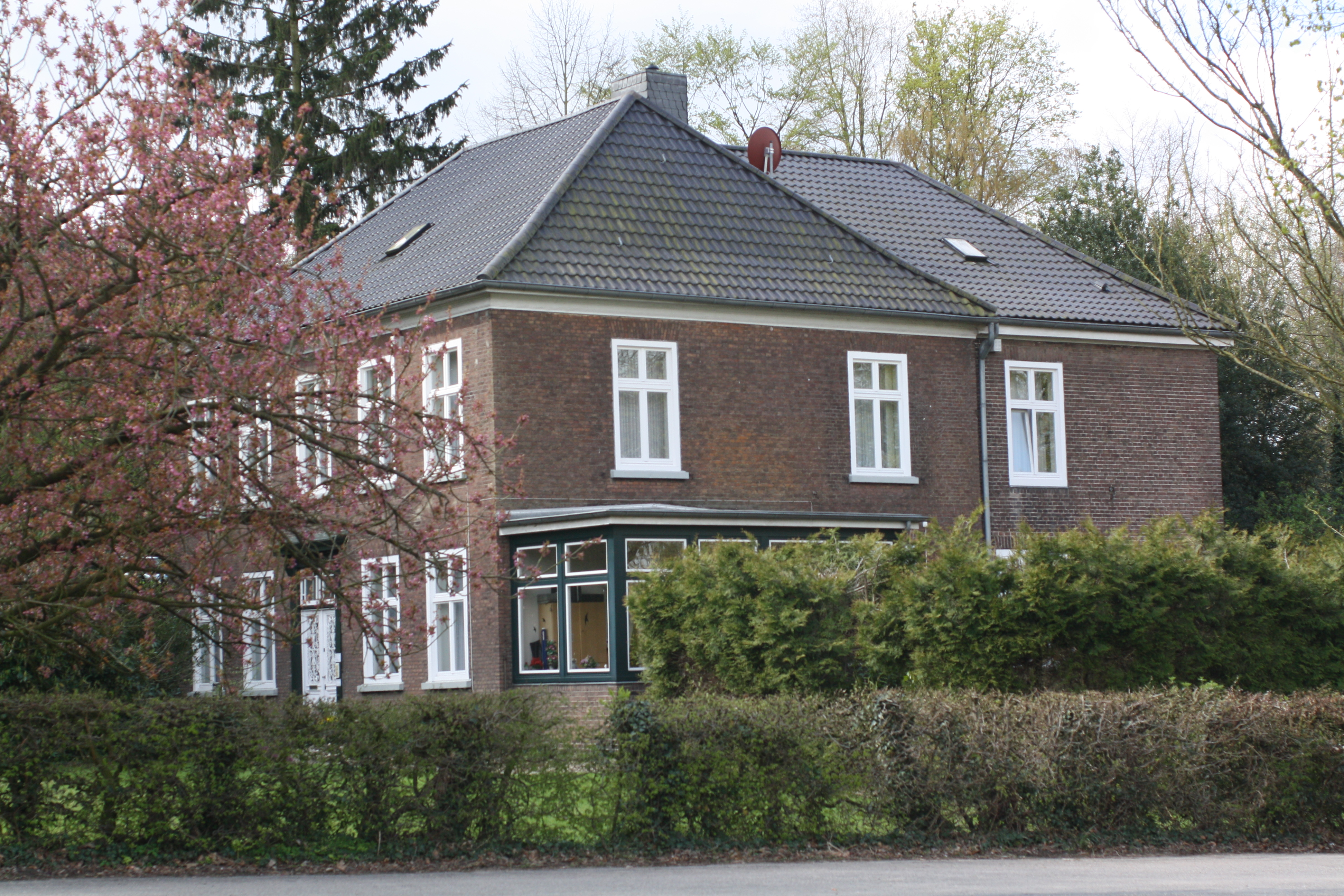
Ehemaliges Pfarrhaus Donsbrüggen

Auf der Donsbrügger Heide wurde nach dem Zweiten Weltkrieg die Kriegsgräberstätte Donsbrüggen für gefallene deutsche Soldaten und zivile Kriegsopfer angelegt. Die 1865 eröffnete grenzüberschreitende Bahnstrecke zwischen Kleve und Nijmegen wurde 1999 stillgelegt. Im Sommer fahren zwischen Kleve und Groesbeek Draisinen über die ehemalige Bahnstrecke. Gleich daneben liegt seit 2019 die Europa-Radbahn.
Am 1. Juli 1969 wurde Donsbrüggen, bisher zum Amt Rindern gehörig, nach Kleve eingemeindet. 2009 wurde die Bekenntnisgrundschule geschlossen, die Hauptschulstufe lange zuvor. Die Pfarrei ist 2005 durch Fusion von 5 Pfarreien in der neu gegründeten Pfarrei St. Mariae Himmelfahrt in Kleve aufgegangen. Es gibt einen katholischen St. Lambertus-Kindergarten. Im und am ehemaligen Pfarrhaus in Donsbrüggen wurde 2021 durch die Kath. Karl-Leisner-Stiftung ein Hospiz mit 12 Plätzen gebaut.

## Sehenswürdigkeiten
- St. Lambertus, katholische Kirche, 1854 neu errichtet, Planung durch den Kölner Dombaumeister Ernst Friedrich Zwirner, Finanzierung durch Familie von Hövell.
- Schloss Gnadenthal: Im frühen 18. Jahrhundert wurde auf dem Gelände des ehemaligen Klosters Gnadenthal, das 1603 nach Uedem verlegt worden war, das Schloss Gnadenthal errichtet. Die Anlage gelangte im frühen 19. Jahrhundert in den Besitz der Familie von Hövell, die den Bau klassizistisch umgestalten ließ.
- Mühle Donsbrüggen, errichtet 1824.
- Schmiede Donsbrüggen, errichtet 1912, heute mit Sammlung zum ländlichen Schmiedehandwerk
- Geschichtsstelen Donsbrüggen[8]